# 44456 Vidal-Madjar
44456 Vidal-Madjar este o planetă minoră (asteroid), cu un diametru de 5,571 km, din centura de asteroizi. A fost descoperită pe 11 noiembrie 1998 la Caussols de OCA-DLR Asteroid Survey⁠(d). 
Obiectul prezintă o orbită caracterizată de o semiaxă mare de 3,0456227757709 UAi, o excentricitate de 0,031615113283371, o înclinație de 8,3392513716291 ° în raport cu ecliptica.